# Семеновка (Канаський район)
Семе́новка (рос. Семёновка, чув. Уйкас) — присілок у складі Канаського району Чувашії, Росія. Входить до складу Асхвинського сільського поселення.
Населення — 164 особи (2010; 191 у 2002).
Національний склад:
- чуваші — 98 %